# Visual Concepts
Visual Concepts är en kalifornisk datorspelsutvecklare, som är mest kända för att ha utvecklat Sega Sports sportspelsserie 2K. Efter succén med 2K, blev de utvalda av Sega, och blev till en studio helt ägd av Sega, och kom ofta att räknas som en "första parts-utvecklare". Men, på den tiden räknade Sega icke-interna studior som företaget antingen själva skapat, eller köpt upp, som "1,5 parts-utvecklare" för att skilja dem från sina egna interna studior. I januari 2005 såldes Visual Concepts till Take-Two Interactive, tillsammans med sitt dotterföretag Kush Games. I och med köpet av Visual Concepts, skapade Take-Two 2K Games, ett nytt varumärke. Företaget började med att utveckla udda spel såsom Lester the Unlikely, men fokuserar numera mer på sporttitlar.

## Spel utvecklade av Visual Concepts[1]

### 2K/ESPN-spelserier
- NFL Football
  - NFL 2K (Dreamcast)
  - NFL 2K1 (Dreamcast)
  - NFL 2K2 (Dreamcast, PlayStation 2, Xbox)
  - NFL 2K3 (PlayStation 2, Xbox, Nintendo GameCube)
  - ESPN NFL Football (PlayStation 2, Xbox)
  - ESPN NFL 2K5 (PlayStation 2, Xbox)
- Fantasy Football
  - All-Pro Football 2K8 (PlayStation 3, Xbox 360)
- NBA Basketball
  - NBA 2K (Dreamcast)
  - NBA 2K1 (Dreamcast)
  - NBA 2K2 (Dreamcast, PlayStation 2, Xbox, Nintendo GameCube)
  - NBA 2K3 (Nintendo GameCube, PlayStation 2, Xbox)
  - ESPN NBA Basketball (PlayStation 2, Xbox)
  - ESPN NBA 2K5 (Xbox, PlayStation 2)
  - NBA 2K6 (PlayStation 2, Xbox, Xbox 360)
  - NBA 2K7 (PlayStation 2, Xbox, Xbox 360, PlayStation 3)
  - NBA 2K8 (PlayStation 2, PlayStation 3, Xbox 360)
  - NBA 2K9 (PlayStation 3, Xbox 360, PlayStation 2, PC)
  - NBA 2K10 (Wii, PlayStation 3, Xbox 360, PlayStation 2, Windows, PSP)
- College Football
  - NCAA College Football 2K2: Road to the Rose Bowl (Dreamcast)
  - NCAA College Football 2K3 (Nintendo GameCube, Xbox, PlayStation 2)
- College Basketball
  - NCAA College Basketball 2K3 (Nintendo GameCube, PlayStation 2, Xbox)
  - ESPN College Hoops (PlayStation 2, Xbox)
  - ESPN College Hoops 2K5 (PlayStation 2, Xbox)
  - College Hoops 2K6 (PlayStation 2, Xbox, Xbox 360)
  - College Hoops 2K7 (PlayStation 2, Xbox, Xbox 360)
  - College Hoops 2K8 (PlayStation 2, PlayStation 3, Xbox 360)
- World Series Baseball/ Major League Baseball
  - World Series Baseball 2K2 (Dreamcast, Xbox)
  - World Series Baseball 2K3 (Dreamcast, PlayStation 2, Xbox)
  - ESPN MLB Baseball (PlayStation 2, Xbox)
  - Major League Baseball 2K5 (PlayStation 2, Xbox)
  - Major League Baseball 2K6 (Nintendo GameCube, PSP, PlayStation 2, Xbox, Xbox 360)
  - Major League Baseball 2K7 (PSP, PlayStation 2, PlayStation 3, Xbox, Xbox 360, Nintendo DS, Game Boy Advance)
  - Major League Baseball 2K8 (PlayStation 2, PlayStation 3, PSP, Wii, Xbox 360)
  - Major League Baseball 2K9 (PC, Xbox 360, PlayStation 3, PlayStation 2, PSP, Wii)
- NHL Hockey
  - NHL 2K (Dreamcast) (utvecklat av Black Box)
  - NHL 2K2 (Dreamcast) (utvecklat av Treyarch)
  - NHL 2K3 (Nintendo GameCube, PlayStation 2, Xbox) (utvecklat av Treyarch)
  - ESPN NHL Hockey (PlayStation 2, Xbox) (utvecklat av Kush Games)
  - ESPN NHL 2K5 (PlayStation 2, Xbox) (utvecklat av Kush Games)
  - NHL 2K6 (PlayStation 2, Xbox, Xbox 360) (utvecklat av Kush Games)
  - NHL 2K7 (PlayStation 2, PlayStation 3, Xbox, Xbox 360) (utvecklat av Kush Games)
  - NHL 2K8 (PlayStation 2, PlayStation 3, Xbox 360) (utvecklat av Kush Games)
  - NHL 2K9 (PlayStation 2, PlayStation 3, Xbox 360, Wii)
  - NHL 2K10 (Wii, Xbox 360, PlayStation 3, PlayStation 2)

### Andra spel

#### Xbox
- ToeJam & Earl III (i samarbete med ToeJam & Earl Productions)

#### Dreamcast
- Floigan Bros.
- Ooga Booga
- "Sonic Adventure 2"
  - Visual Concepts är med i Sonic Adventure 2 och Sonic Adventure 2 Battles credits.

#### Playstation
- NBA Fastbreak '98
- NHL Hockey '97 (utgivet av EA Sports)
- One
- Viewpoint

#### Sega Saturn
- NBA Action 98 (utgivet av Sega Sports)
- NHL Hockey 97 (utgivet av EA Sports)

#### SNES/Genesis/Mega Drive
- Lester the Unlikely
- Madden NFL '94 (utgivet av EA Sports)
- Madden NFL '95 (utgivet av EA)
- Bill Walsh College Football (utgivet av EA Sports)
- ClayFighter
- Clay Fighter II
- Claymates
- Harley's Humongous Adventure
- MLBPA Baseball (utgivet av EA Sports)
- NHL 95 (utgivet av EA Sports)
- Taz-Mania
- Weaponlord
- Were Back
- Desert Strike
- Jungle Strike
- Ken Griffey Jr. Baseball

#### Apple IIGS
- Task Force (utgivet av Britannica Software)
- Gnarly Golf (utgivet av Britannica Software)
- Great Western Shootout (utgivet av Britannica Software)